# Smicridea parvula
Smicridea parvula är en nattsländeart som beskrevs av Mosely in Mosely och Douglas E. Kimmins 1953. Smicridea parvula ingår i släktet Smicridea och familjen ryssjenattsländor. Inga underarter finns listade i Catalogue of Life.